# Evan Yo
Evan Yo[Cai Minyou] (caratteri cinesi: 蔡旻佑; pinyin: Cài mínyòu; Wade-Giles: Tsai minyou; Taipei, 12 novembre 1986) è un cantante, compositore e musicista taiwanese.
Ha pubblicato il suo ultimo album, Search Evan Yo, l'11 luglio 2008. Al momento è uno studente dell'ultimo anno al Dipartimento di Musica della National Taiwan Normal University. Si sta specializzando in violino.

## Discografia
| Album   | Informazioni sull'album                                           | Tracklist |
| ------- | ----------------------------------------------------------------- | --- |
| Primo   | 19 - Pubblicato: 6 ottobre 2006 - Etichetta: Sony BMG             | 1. Intro 2. 夢不落帝國 (Neverland) 3. Can You Hear Me 4. 城外 (Outside the City) 5. 超人不在家 (Superman Is Not Home) 6. 我可以 (I Can) 7. 旋轉門 (Revolving Door) 8. 簡單 (Easy) 9. 熱氣球 (Hot Air Balloon) 10. 翻不完的夏天 (Endless Summer) 11. 我想要說 (I Want to Say) 12. 8Bit                                                        |
| Secondo | Search Evan Yo - Pubblicato: 11 luglio 2008 - Etichetta: Sony BMG | 1. 我回來了 (I'm Back) 2. 阿姆斯壯 (Armstrong/I'm Strong) 3. Stay With Me 4. 希區考克 作品152 (Hitchcock No. 152) 5. The Love I Know 6. 沒有人要的孩子 (The Abandoned Child) 7. 老地方 (In The Same Place) 8. 我用一首DEMO跟你告白XD (I Tell You I Love You with a Demo lol) 9. 2人 (Two of Us) 10. 台北21度C (Taipei 21 °C) 11. 愛? (Love?) |

## Spot pubblicitari
| Anno | Prodotto                 |
| ---- | ------------------------ |
| 2004 | - Scarpe LA New Freshmen |
| 2006 | - Salmone francese KFC   |
| 2008 | - Thè al latte "A Sa Mu" |

## Drama
| Anno | Drama                          |
| ---- | ------------------------------ |
| 2007 | - Kendo Love 《劍道‧愛》       |
| 2013 | - Fabulous Boys 《原來是美男》 |

## Premi
| Anno | Premio |
| ---- | --- |
| 2006 | - Singolo nella Hito Top 100 del 2006 - I can (62º) |
| 2007 | - KKBOX Digital Music Awards - "Singolo più Popolare Richiesto dai Media" (I can) - Hito Pop Music Awards - "Nuovo Artista Votato più Popolare" - Diciottesimi Taiwan Golden Melody Awards - Nomination come "Miglior Nuovo Arrivato" - Tredicesimi Singapore Hit Awards - "Miglior Nuovo Arrivato" |